# ماروین مارتین
ماروین مارتین (به فرانسوی: Marvin Martin) (زاده ۱۰ ژانویه ۱۹۸۸) بازیکن فوتبال اهل کشور فرانسه است.
وی سابقه ۱۲ بازی و ۲ گل ملی برای تیم ملی فوتبال فرانسه در کارنامه دارد، همچنین پست تخصصی او هافبک است.